# یوهان لاسیمانت
یوهان لاسیمانت (انگلیسی: Yohann Lasimant؛ زادهٔ ۴ سپتامبر ۱۹۸۹) بازیکن فوتبال اهل فرانسه است.
از باشگاه‌هایی که در آن بازی کرده‌است می‌توان به باشگاه فوتبال لیتون اورینت، باشگاه فوتبال رن، باشگاه فوتبال لاریسا، و باشگاه فوتبال سدان اشاره کرد.
وی همچنین در تیم‌های ملی فوتبال زیر ۱۹ سال فرانسه و زیر ۲۰ سال فرانسه بازی کرده‌است.